# Nguyễn Duy Trinh

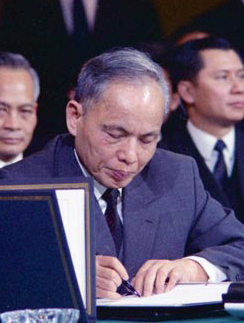
Nguyễn Duy Trinh bei der Unterzeichnung des Vertrages von Paris zur Beendigung des Vietnamkrieges (1973)

Nguyễn Duy Trinh (* 15. Juli 1910 in Nghi Lộc, Nghệ An, Französisch-Indochina, heute: Vietnam; † 20. April 1985 in Hanoi) war ein vietnamesischer Politiker der Kommunistischen Partei Vietnams KPV (Đảng Cộng sản Việt Nam), der unter anderem zwischen 1965 und 1976 Außenminister der Demokratischen Republik Nordvietnam sowie anschließend von 1976 bis 1980 Außenminister der Sozialistischen Republik Vietnam war.

## Leben
Nguyễn Duy Trinh trat bereits 1925 als 15-Jähriger der Studentenbewegung in Vinh bei und wurde 1926 Mitglied der Tân Việt-Partei, für die er in Saigon politisch aktiv wurde. Aufgrund seiner politischen Aktivitäten wurde er verhaftet und zu einer Freiheitsstrafe von 18 Monaten verurteilt sowie nach Zentralvietnam deportiert. Nach seiner Entlassung wurde er in seinem Geburtsort Mitglied der Kommunistischen Partei Indochinas (Đảng Cộng sản Đông Dương). Nachdem er sich zwischen 1930 und 1931 abermals in Haft befunden hatte, wurde er nach seiner Entlassung zuerst auf die Inselgruppe Côn Đảo und daraufhin in die Provinz Kon Tum verbannt. Nach einer Flucht 1941 wurde er erneut gefangen genommen.
Auf dem II. Parteitag (11. – 19. Februar 1951), auf dem die KP Indochinas in Partei der Werktätigen Vietnams (PdWV) änderte, wurde er zum Mitglied des Zentralkomitees (ZK) gewählt. Im August 1955 wurde er zudem Sekretär des ZK und bekleidete diese Funktion bis zum 12. September 1960. Des Weiteren wurde er im Oktober 1956 erst Kandidat und unmittelbar darauf Mitglied des Politbüros des ZK, des obersten Führungsgremiums der Partei. 1958 wurde er Vorsitzender des Staatlichen Planungsausschusses und bekleidete dieses Amt bis zu seiner Ablösung durch Nguyễn Côn am 28. Januar 1965. Auf dem III. Parteitag (5. – 10. Februar 1960) wurde er als Mitglied des Politbüros des ZK wiedergewählt. Am 7. Januar 1963 löste er zudem Võ Nguyên Giáp als Vorsitzender des Staatskomitees für Wissenschaft ab und verblieb in diesem Amt bis zum 11. Oktober 1965, woraufhin Trần Đại Nghĩa seine Nachfolge antrat.
Als Nachfolger von Xuân Thủy übernahm Nguyễn Duy Trinh am 1. April 1965 das Amt des Außenministers der Demokratischen Republik Nordvietnam. Am 27. Januar 1973 unterzeichnete er für Nordvietnam den Abkommen über die Beendigung des Krieges und die Wiederherstellung des Friedens in Vietnam, der den Ausstieg der USA aus dem Vietnamkrieg regelte. Nach der Wiedervereinigung von Nordvietnam und Südvietnam zur Sozialistischen Republik Vietnam am 2. Juli 1976 wurde er erster Außenminister und hatte dieses Amt bis zum 7. Februar 1980 inne, worauf er durch Nguyễn Cơ Thạch abgelöst wurde. Auf dem IV. Parteitag (14. – 20. Dezember 1976) wurde er sowohl als Mitglied des Politbüros bestätigt als auch zum Mitglied des Sekretariats des ZK gewählt und bekleidete diese beiden Funktionen noch bis zum 31. März 1982. Auf dem V. Parteitag (27. – 31. März 1982) wurde er noch als Mitglied des ZK wiedergewählt, dem er bis zu seinem Tode am 20. April 1985 angehörte.

## Hintergrundliteratur
Online-Bücher
- Sophie Quinn-Judge: The Third Force in the Vietnam War: The Elusive Search for Peace 1954–1985, I. B. Tauris, 2017, ISBN 1-78672-066-3
- Vu Hong Lien, Peter Sharrock: Descending Dragon, Rising Tiger: A History of Vietnam, Reaktion Books, 2014, ISBN 1-78023-388-4
- Quinn SlobodianComrades of Color: East Germany in the Cold War World, Berghahn Books, 2015, ISBN 1-78238-706-4
- Gerald Prenderghast: Britain and the Wars in Vietnam: The Supply of Troops, Arms and Intelligence, 1945–1975, McFarland, 2015, ISBN 1-4766-2091-1